# Communauté d’agglomération du Pays Ajaccien
Die Communauté d’agglomération du Pays Ajaccien ist ein französischer Gemeindeverband mit der Rechtsform einer Communauté d’agglomération im Département Corse-du-Sud in der Region Korsika. Sie wurde am 15. Dezember 2001 gegründet und umfasst zehn Gemeinden. Der Verwaltungssitz befindet sich in der Stadt Ajaccio.

## Mitgliedsgemeinden
| Gemeinde                                    | Einwohner 1. Januar 2022 | Fläche km² | Dichte Einw./km² | Code INSEE | Postleitzahl |
| ------------------------------------------- | ------------------------ | ---------- | ---------------- | ---------- | ------------ |
| Afa                                         | 3.350                    | 11,84      | 283              | 2A001      | 20167        |
| Ajaccio                                     | 75.343                   | 82,03      | 918              | 2A004      | 20000, 20090 |
| Alata                                       | 3.645                    | 30,37      | 120              | 2A006      | 20167        |
| Appietto                                    | 1.751                    | 34,41      | 51               | 2A017      | 20167        |
| Cuttoli-Corticchiato                        | 2.044                    | 30,37      | 67               | 2A103      | 20167        |
| Peri                                        | 2.042                    | 23,65      | 86               | 2A209      | 20167        |
| Sarrola-Carcopino                           | 3.250                    | 27,01      | 120              | 2A271      | 20167        |
| Tavaco                                      | 406                      | 10,83      | 37               | 2A323      | 20167        |
| Valle-di-Mezzana                            | 538                      | 6,99       | 77               | 2A336      | 20167        |
| Villanova                                   | 397                      | 11,25      | 35               | 2A351      | 20167        |
| Communauté d’agglomération du Pays Ajaccien | 92.766                   | 268,75     | 345              | –          | –            |